# Susan Tedeschi
Susan Tedeschi, (Boston, Massachusetts; 9 de noviembre de 1970) es una artista  estadounidense de blues y soul.

## Biografía
Susan Tedeschi nació el 9 de noviembre de 1970 en Boston (Massachusetts). Es de ascendencia italiana, aunque su apellido, Tedeschi, significa alemanes en italiano. Es nieta de Nick Tedeschi y bisnieta de Angelo Tedeschi, dos famosos magnates de supermercados en Massachusetts. Se crio en Norwell, un pueblo de Massachusetts. Estudió composición musical e interpretación en el 'Berklee College of Music'. A los 15 años formó un grupo musical llamado 'The Smoking Section', dedicándose a cantar música gospel en el coro del instituto y a interpretar canciones blues en locales de Boston.
En 1994, junto a Tom Hambridge y Adrienne Hayes, formó el grupo Susan Tedeschi Band; en 1995 comenzó a tocar la guitarra y se publicó el disco "Better Days", teniendo únicamente repercusión local. Las sesiones de grabaciones, a partir de 1997, fueron adquiridas por la compañía discográfica Tone-Cool Records, siendo publicado en 1998 el disco "Just Won't Burn", el cual recibió buenas críticas de las revistas especializadas en blues.
De 1998 a 1999, Susan Tedeschi realizó giras por todo Estados Unidos, mostrando una espectacular puesta en escena y contando con una poderosa voz. Tedeschi, más adelante, sería telonera de John Mellencamp, B. B. King, Buddy Guy, Allman Brothers Band, Taj Mahal y Bob Dylan. En el año 2000, el disco "Just Won't Burn" se convirtió el disco de oro al vender 500.000 copias en Estados Unidos, un hito no muy común en los discos de blues. Susan grabó dos canciones con dos componentes del grupo Double Trouble, Chris Layton y Tommy Shannon.
La Tedeschi Trucks Band fue fundada en 2010 después de que Derek Trucks y Susan Tedeschi decidieran fusionar sus respectivas bandas, para pasar más tiempo juntos con sus hijos y trabajar juntos en el estudio de grabación de su casa. Derek Trucks y Susan Tedeschi habían hecho una gira juntos en 2007 bajo el nombre Derek Trucks & Susan Tedeschi's Soul Stew Revival con canciones de sus trayectorias en solitario, mientras que la Tedeschi Trucks Band se ha focalizado en tocar canciones originales.
A finales de 2009 después de anunciar un descanso en la actividad de la Derek Trucks Band y la Susan Tedeschi Band, la pareja comenzó a componer nuevo material, trabajando en su estudio casero en Jacksonville con músicos amigos de su entorno. Su primer concierto tuvo lugar el 1 de abril de 2010 en el Savannah Music Festival y después el grupo tocó en el Eric Clapton's Crossroads Guitar Festival, el Fuji Rock Festival y otros festivales y conciertos

## Influencias
Se ha descrito la voz de Susan Tedeschi como una mezcla de las voces de Bonnie Raitt y Janis Joplin; su forma de tocar la guitarra está influenciada por músicos como Buddy Guy, Johnny "Guitar" Watson, Stevie Ray Vaughan, Freddie King y Doyle Bramhall II.

## Vida personal
En 2001 contrajo matrimonio con Derek Trucks, guitarrista del grupo The Allman Brothers Band, el cual lidera su propio grupo (Derek Trucks Band). Tedeschi y Trucks se conocieron durante la gira de verano de Allman Brothers Band en 1999. Tienen dos hijos, Charlie y Sophia, y viven en Jacksonville (Florida).

## Nominaciones a losPremios Grammy
- 2000: Nominación a "Mejor artista revelación".
- 2003: Nominación a "Mejor vocalista femenina de rock".
- 2007: Nominación a "Mejor disco de blues contemporáneo" (por su disco "Hope and Desire").

## Discografía y colaboraciones
- "Better Days" (Oarfin, 1997)
- "Just Won't Burn" (Tone Cool, 1998)
- "Wait for Me" (Tone Cool, 2002)
- "Live from Austin, TX" (New West, 2004)
- "Hope and Desire" (Verve, 2005)
- "Bug" (Banda sonora original de la película, concretamente el tema número 5, "I Fell in Love")
- "Back to the River" (Verve, 2008)